# При виконанні службових обов'язків
«При виконанні службових обов'язків» — радянський художній фільм 1963 року за однойменною повістю Юліана Семенова.

## Сюжет
Павло, син репресованого в 1930-і роки льотчика Дьоміна, носить інше прізвище. Він поважає свого командира Струміліна, але вважає його причетним до загибелі батька, спорідненість з яким був змушений приховувати. А любов до дочки Струміліна — Жені, ще більше заплутує клубок цих протиріч…

## У ролях
- Лев Круглий —  Павло Богачов (Дьомін), льотчик полярної авіації
- Сергій Плотников —  Павло Іванович Струмілін, льотчик, ветеран полярної авіації
- Марина Хатунцева —  Женя Струміліна
- Юрій Саранцев —  Володя П'янков, член екіпажу
- Артем Карапетян —  Геворк Аветісян, член екіпажу
- Олексій Ейбоженко —  Ньома Брок
- Павло Махотін —  Холодов
- Георгій Шевцов —  Козлов
- Олексій Зайцев —  «Морячок», що поспішає на весілля
- Микола Новлянський —  дядько Федір
- Іван Кузнецов —  каюр Юхим
- Олексій Бахарь —  льотчик-пілот
- Валентина Бєляєва —  лікар
- Микола Довженко —  полярник
- Олег Відов —  полярник
- Іван Бичков —  полярник
- Петро Кононихін —  полярник
- Іван Бондар —  полярник
- Бруно Ляуш —  полярник
- Ігор Безяев —  другий пілот
- В'ячеслав Гуренков —  шахтар
- Олександр Дегтяр —  Сергій, командир льотної служби
- Вадим Захарченко —  Сироткін, радист
- Любов Калюжна —  вахтерка
- Артур Нищонкин —  кухар
- Микола Федорцов —  Кротенко
- Василь Циганков —  пілот
- Ян Янакієв —  штурман
- Олександр Лебедєв —  Радист
- Дмитро Орловський —  офіціант
- Данило Нетребін —  другий пілот
- Парфьонов Микола —  Іван Іванович, командир корабля Іл-18 (Москва-Тіксі-Магадан)
- Володимир Смирнов —  льотчик-радист
- Олександр Январьов —  Полярник з рибою нельмою
- Филимон Сергєєв —  полярник з бригади Холодова
- Володимир Маренков —  швець
- Тамара Кокова —  касирка
- Маргарита Меріно — епізод
- Тетяна Приємська — епізод
- Ангеліна Вовк — епізод

## Знімальна група
- Сценарист: Юліан Семенов
- Режисер:  Ілля Гурін
- Оператори:  Інна Зараф'ян,  Борис Монастирський
- Композитор:  Марк Фрадкін
- Художник: І. Захарова